# Tvättgölen (Blåviks socken, Östergötland)
Tvättgölen är en sjö i Boxholms kommun i Östergötland och ingår i Motala ströms huvudavrinningsområde.